# Christian Estrosi
Christian Estrosi (ur. 1 lipca 1955 w Nicei) – francuski polityk pochodzenia włoskiego, deputowany, członek francuskiego rządu, w latach 2008–2016 i od 2017 mer Nicei, a od 2015 do 2017 prezydent regionu Prowansja-Alpy-Lazurowe Wybrzeże.

## Życiorys
Do początku lat 80. z sukcesami brał udział w wyścigach motocyklowych, występował w ramach MotoGP. Prowadził działalność gospodarczą jako dealer motocykli marki Kawasaki.
Zaangażował się później w działalność polityczną w ramach gaullistowskiego Zgromadzenia na rzecz Republiki, był członkiem biura krajowego tego ugrupowania. Od 2002 należał do powstałej m.in. na bazie RPR Unii na rzecz Ruchu Ludowego.
Obejmował szereg funkcji w administracji terytorialnej. W latach 1983–1990 był radnym Nicei. Od 1992 do 2002 zasiadał w radzie regionu Prowansja-Alpy-Lazurowe Wybrzeże (do 1998 jako pierwszy wiceprzewodniczący). Od 1985 wybierany w skład rady generalnej departamentu Alpy Nadmorskie, w latach 2003–2008 był jej przewodniczącym.
Od 1988 do 2005 sprawował mandat posła do Zgromadzenia Narodowego. Zrezygnował w związku z objęciem stanowiska ministra delegowanego ds. zarządzania terytorialnego w gabinecie Dominique’a de Villepin. W wyborach w 2007 ponownie został posłem, przyjął jednak ofertę pozostania w administracji rządowej jako sekretarz stanu przy ministrze spraw wewnętrznych (ds. terytoriów zależnych) w rządzie François Fillona.
W 2008 wybrano go na urząd mera Nicei. W związku z tym zrezygnował ze stanowiska w rządzie, powracając jednocześnie do pracy w parlamencie XIII kadencji. Po rekonstrukcji gabinetu z 23 czerwca 2009 został ministrem ds. przemysłu (podległym Christine Lagarde), pełnił tę funkcję do 13 listopada 2010. W wyborach parlamentarnych w 2012 uzyskał poselską reelekcję. W 2014 ponownie został merem Nicei.
W grudniu 2015 jako kandydat centroprawicy, w tym powstałych na bazie UMP Republikanów, zwyciężył w drugiej turze wyborów na prezydenta regionu Prowansja-Alpy-Lazurowe Wybrzeże, pokonując w niej jedną z liderek Frontu Narodowego Marion Maréchal-Le Pen. Z uwagi na zasady łączenia stanowisk w czerwcu 2016 zrezygnował z urzędu mera Nicei, został natomiast pierwszym zastępcą mera. 15 maja 2017 ponownie został merem Nicei, rezygnując uprzednio z kierowania regionem PACA. W 2020 z powodzeniem ubiegał się o reelekcję. Pozostawał przy tym radnym regionu, utrzymując mandat również w 2021.
W 2017 utworzył ruch polityczny „La France audacieuse”, który w 2020 przekształcił w partię. Zwolennik współpracy z prezydentem Emmanuelem Macronem. W 2021 zrezygnował z członkostwa w Republikanach. W tym samym roku przystąpił do ugrupowania Horizons, którą założył Édouard Philippe.

## Odznaczenia
- Oficer Legii Honorowej (2020)[10]
- Kawaler Legii Honorowej (2011)[10]
- Krzyż Oficerski Orderu Zasługi Rzeczypospolitej Polskiej (2011)[11]